# My Love Is Rotten to the Core
My Love Is Rotten to the Core es el tercer lanzamiento de Tim Hecker. Fue lanzado el 25 de junio de 2002 por Substractif, una subdivisión de Alien8 Recordings. El trabajo es una especie de álbum conceptual, compuesto de elementos empalmados y muestreados de canciones y entrevistas de Van Halen, construido en formato de narrativa de la disolución y ruptura de la banda, acompañada de las composiciones de ambiente y ruido de Hecker. 
El título viene de una parte del mejor hit de Van Halen, "Ain't Talkin' 'Bout Love"

## Lista de canciones
Todas las canciones fueron escritas por Tim Hecker.
Todas las canciones escritas y compuestas por Tim Hecker. 
| N.º | Título                          | Duración |  |
| 1.  | «Introducing Carl Cocks»        | 8:31     |  |
| 2.  | «Sammy Loves Eddie Hates David» | 2:50     |  |
| 3.  | «Hello Detroit»                 | 7:24     |  |
| 4.  | «Midnight Whispers»             | 0:50     |  |
| 5.  | «The Return of Sam Snead»       | 5:02     |  |

- Datos: Q6945961